# Barbi Escobar
Barbara  Nelly Escobar Gonzalez, mer känd som Barbi Escobar, född 29 mars 1984 i Chile, bosatt i Partille, är en svensk-chilensk sångerska och låtskrivare. Hon har bland annat varit förband åt the Black Eyed Peas och Blackstreet.
År 2018 debuterade Barbi i Melodifestivalen med låten Stark. Låten skrev Escobar tillsammans med Andreas ”Stone” Johansson och Costa Leon. Låten handlar om att vara stark och att inte ge upp, och en skrevs efter att Escobars pappa dött i cancer. Låten kom på sjunde plats i tredje deltävlingen.

## Diskografi

### Singlar
- Save the truth
- Stark